# Gebhard Amann
Gebhard Friedrich Amann (* 29. Mai 1899 in Hohenems; † 31. Mai 1979 ebenda) war ein österreichischer Politiker (CS, ÖVP) und Abteilungsleiter der Landwirtschaftskammer Vorarlberg. Amann war von 1934 bis 1938 und von 1945 bis 1964 Abgeordneter zum Vorarlberger Landtag.

## Leben und Wirken
Gebhard Amann wurde am 29. Mai 1899 als Sohn des Stickers Gebhard Amann (senior) und dessen Frau Elisabeth in Hohenems geboren. In seiner Heimatgemeinde besuchte er die Volks- und Bürgerschule, ehe er seine erste Arbeitsstelle als Stickereiarbeiter antrat. 1917 wurde der junge Gebhard Amann zum Kriegsdienst im 2. Kaiserschützenregiment eingezogen. Nach der Rückkehr aus dem Krieg und der Wiederanstellung im Stickereibetrieb Alois Amann wurde Gebhard Amann 1919 Mitglied der Gewerkschaft christlicher Arbeiter in der Stickerei sowie Parteimitglied der Christlichsozialen Partei. Ab dem Jahr 1921 trat Gebhard Amann eine neue Anstellung als Gärtner, Chauffeur und Hausverwalter des Grafen Waldburg-Zeil im Palast Hohenems an.
Nach der Inkraftsetzung der Maiverfassung am 1. Mai 1934 und der damit verbundenen Einleitung des austrofaschistischen Ständestaats wurde Gebhard Amann am 14. November 1934 nach den Bestimmungen der neuen Verfassung als Standesvertreter des Berufsstands Land- und Forstwirtschaft als Landtagsabgeordneter bestellt. Am 26. April 1937 heiratete er in Innsbruck die gebürtige Lustenauerin Rosina Rosalia Hämmerle, mit der er in weiterer Folge sechs gemeinsame Kinder bekam. Als mit dem Anschluss Österreichs an Deutschland am 12. März 1938 die österreichische Eigenstaatlichkeit endete, erlosch zugleich auch Amanns politisches Mandat im Landtag. Amann selbst wurde im Jahr 1938 als politischer Gegner der Nationalsozialisten verhaftet und kurze Zeit inhaftiert. Am 4. April 1945 wurde er fälschlicherweise mit Beschluss des Landesgerichts Feldkirch für tot erklärt.
Nach der Befreiung durch die Alliierten und der Wiederherstellung der österreichischen Eigenstaatlichkeit wurde Gebhard Amann bei der ersten freien Landtagswahl am 25. November 1945 als Abgeordneter des Wahlbezirks Feldkirch zum Vorarlberger Landtag gewählt. In diesem fungierte er in insgesamt vier Legislaturperioden unter anderem von 1949 bis 1964 als erster Landtagsvizepräsident und von 1958 bis 1964 außerdem als Klubobmann des ÖVP-Landtagsklubs. Nach der Landtagswahl 1964 schied Gebhard Amann am 28. Oktober 1964 aus dem Vorarlberger Landtag aus. Beruflich war Gebhard Amann von 1948 bis 1965 als Leiter der Sektion der land- und forstwirtschaftlichen Dienstnehmer in der Landwirtschaftskammer für Vorarlberg tätig.

## Auszeichnungen
- Goldene Ehrennadel des ÖAAB (1954)
- Papst-Leo Medaille (1957)
- Goldenes Ehrenzeichen für Verdienste um die Republik Österreich (1968)
- Silbernes Ehrenzeichen des Landes Vorarlberg (1973)